# Juventino Rosas

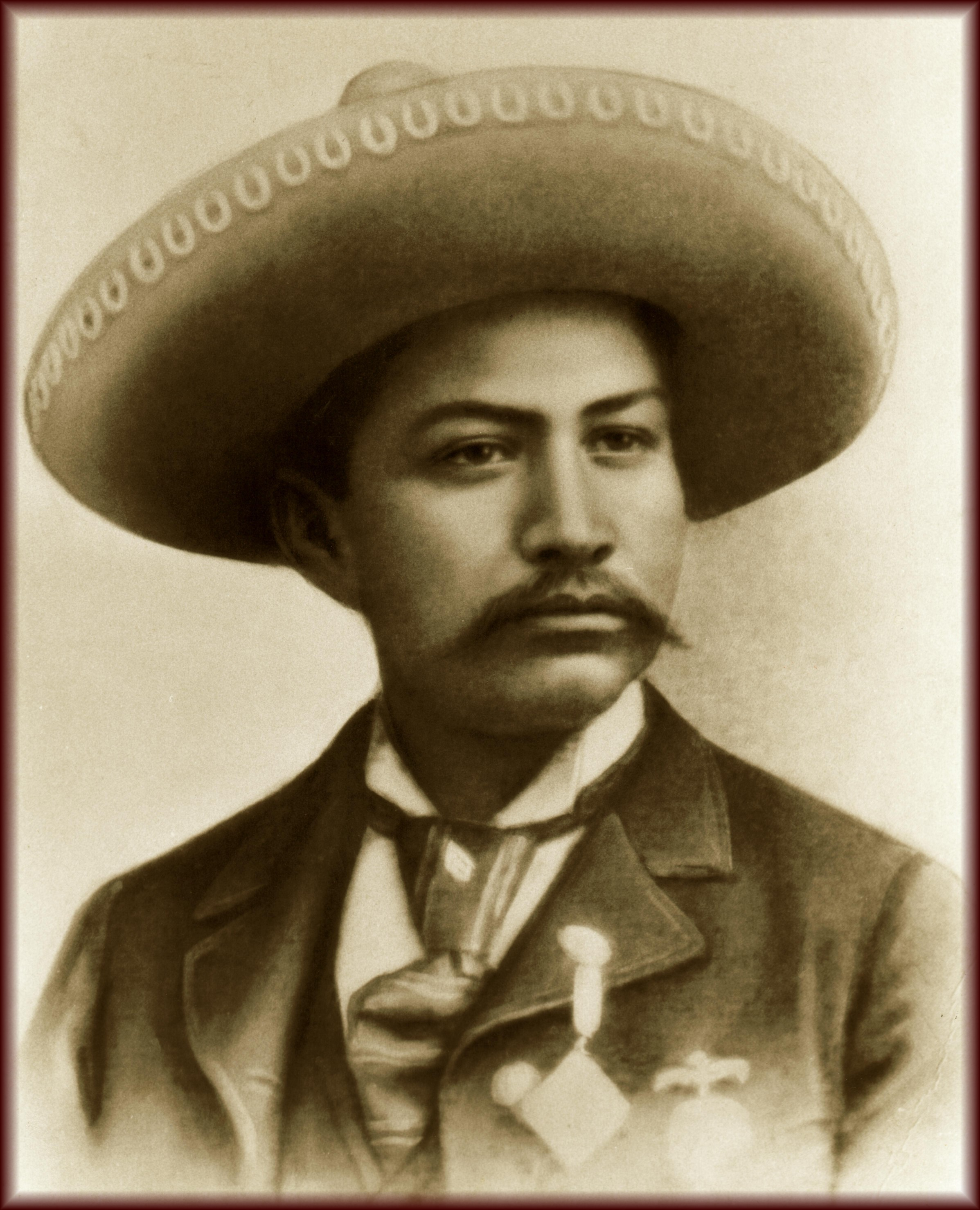
Juventino Rosas (1894)

(José) Juventino (Policarpo) Rosas Cadenas (* 25. Januar 1868 in Santa Cruz, Bundesstaat Guanajuato, Mexiko; † 9. Juli 1894 in Surgidero de Batabanó, Kuba) war ein mexikanischer Musiker und Komponist.

## Leben
Am 25. Januar 1868 wurde er in der Kirche von Santa Cruz (dem späteren Santa Cruz de Galeana, heute: Santa Cruz de Juventino Rosas) auf die Namen José Juventino Policarpo getauft. Noch als Kind übersiedelte er mit seiner Familie nach Mexiko-Stadt, wo er von klein auf als Straßenmusiker und später als Tanzmusiker arbeitete. 1884, 1885 und 1888 unternahm er Studienanläufe am Conservatorio Nacional de Música, die – möglicherweise aus Geldmangel – jedes Mal abgebrochen wurden. Ab 1888 wurden viele seiner Kompositionen publiziert, darunter seine bekannteste, der Walzer Sobre las olas (Über den Wellen). Klavierausgaben erschienen bei den Verlagen Wagner y Levien und Nagel Sucesores in Mexiko-Stadt sowie Hofmeister in Leipzig. Trotz künstlerischen Erfolgs konnte Rosas zeitlebens der Armut nicht entfliehen. Mit dem Eintritt in die Militärkapelle des 4. Kavallerie-Regiments der Hauptstadt begannen 1890/91 seine Wanderjahre. 1891 spielte er in der Bataillonskapelle in Morelia, Michoacán, Ende 1892 im Bundesstaat Nuevo León. Anfang 1893 unternahm er mit einem Orquesta típica eine Konzerttournee in die USA, trat mit dem Ensemble ab Mai als Violinsolist (und hin und wieder auch als Kornettist) bei der Weltausstellung in Chicago auf und wurde dort auch als Komponist ausgezeichnet. Ab Januar 1894 bereiste Rosas mit einer italienisch-mexikanischen Musiktruppe Kuba, blieb aber schließlich schwerkrank in Surgidero de Batabanó zurück, wo er 26-jährig an den Folgen einer Rückenmarks-Myelitis verstarb.
Rosas schrieb mindestens 92 Werke, von denen 33 veröffentlicht wurden und daher erhalten sind. Die Autographen sind bis auf eine Ausnahme (El espirituano) verschollen. Die erhaltenen Werke wurden von der mexikanischen Pianistin Nadia Stankovitch beim Label Prodisc in Mexiko-Stadt in der Serie Clasicos Mexicanos unter dem Titel Juventino Rosas: Obras para piano auf zwei CDs eingespielt (Prodisc SDX21017 und SDX 27102).
Juventino Rosas war nicht nur einer der bekanntesten Komponisten von Salonmusik in Mexiko, sondern auch jener mit den meisten Editionen außerhalb Mexikos und mit den meisten Einspielungen auf Tonträgern (bereits ab 1898). Seine Klavierkompositionen stehen in der Tradition französischer Salonmusik, Sobre las olas/Over the Waves wurde auch zu einer Standardnummer im Jazz, wovon zahlreiche Aufnahmen bekannter Jazz-Musiker, unter ihnen George Lewis, Pete Fountain, Bob Crosby, Ray Noble oder Dave Brubeck, zeugen.
1909 wurden Rosas’ sterbliche Reste nach Mexiko-Stadt überführt und dort 1939 in der Rotonda de los Hombres Ilustres beigesetzt. 1932 und 1950 entstanden Filme über Rosas’ Leben, beide mit dem Titel Sobre las olas. Der zweite davon – unter der Regie von Ismael Rodríguez und mit Pedro Infante in der Hauptrolle – prägt, obwohl die Handlung weitgehend frei erfunden ist, bis heute stark das Bild Juventino Rosas’ im spanischsprachigen Raum.

## Erhaltene Werke
I. Walzer 

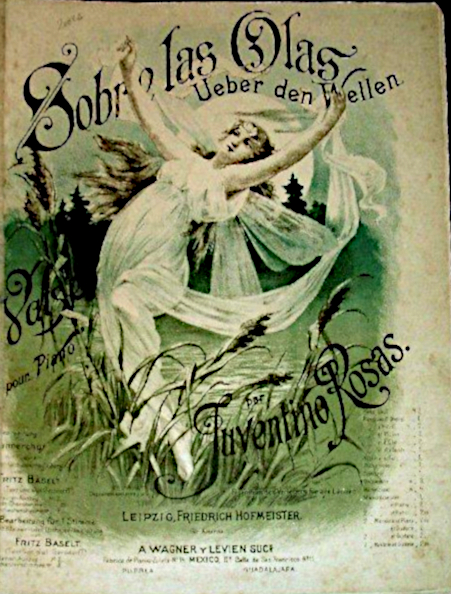
Over The Waves / Sobre las olas 1888

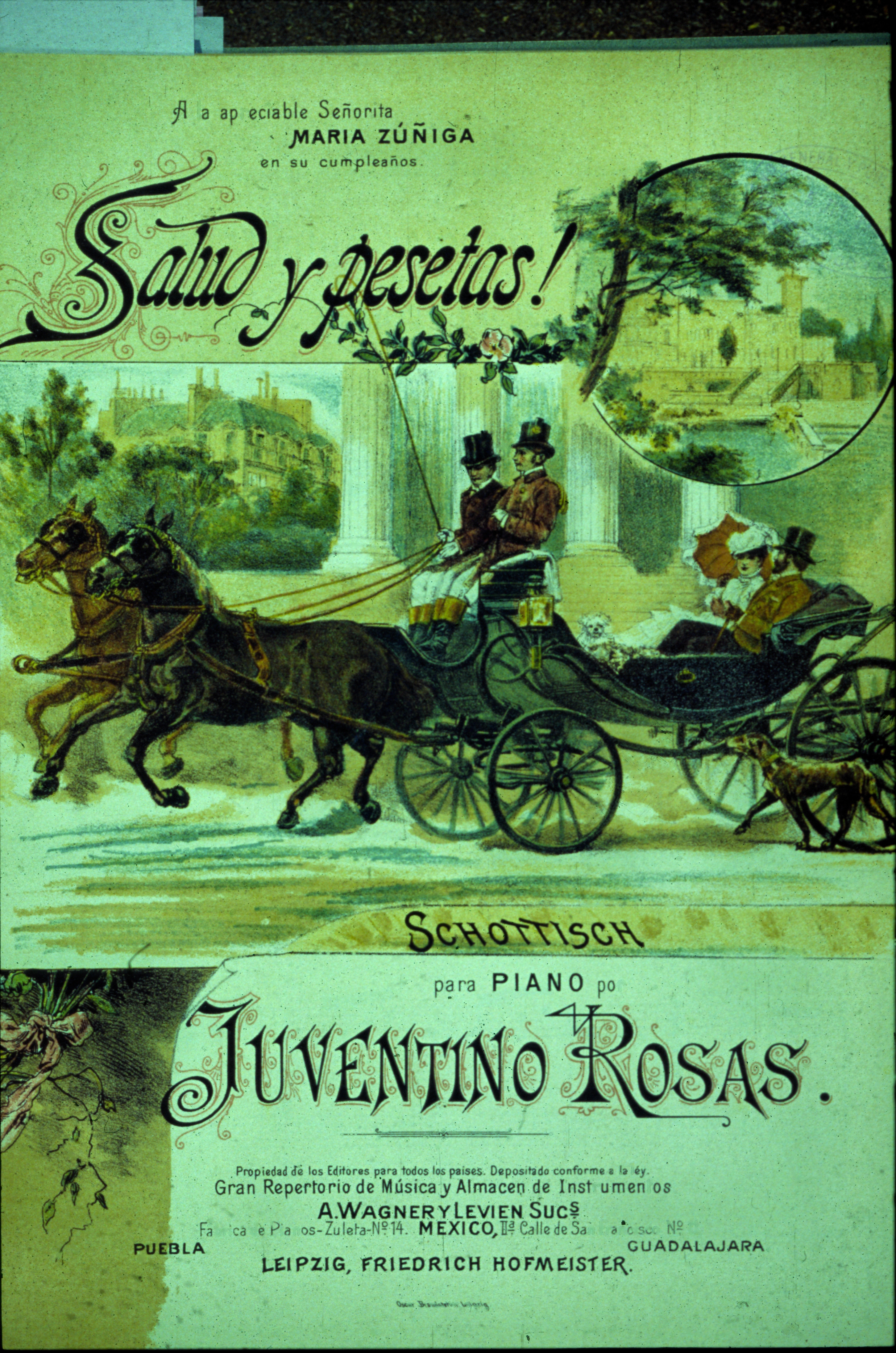
Salut y Pesetas 1890

- Dos pensamientos (vor 1888, ohne Verlagsangabe)
- Sobre las olas (Über den Wellen - Over the Waves) (1888, A. Wagner y Levien, Mexiko-Stadt)
- Carmen (1888, A. Wagner y Levien, Mexiko-Stadt/Friedrich Hofmeister, Leipzig)
- Amelia (1890, A. Wagner y Levien, Mexiko-Stadt/Friedrich Hofmeister, Leipzig)
- Aurora (1890, A. Wagner y Levien, Mexiko-Stadt/Friedrich Hofmeister, Leipzig)
- Ensueño seductor (1890; A. Wagner y Levien, Mexiko-Stadt/Friedrich Hofmeister, Leipzig)
- Ilusiones juveniles (1890, A. Wagner y Levien, Mexiko-Stadt/Friedrich Hofmeister, Leipzig)
- Eva (1888–1891, Verlag unklar, wahrscheinlich A. Wagner y Levien, Mexiko-Stadt)
- Josefina (1892, A. Wagner y Levien Sucs., Mexiko-Stadt/Friedrich Hofmeister, Leipzig)
- Flores de margarita (1893, Eduardo Gariel, Saltillo/Robert Forberg, Leipzig)
- Soledad (1893, Eduardo Gariel, Saltillo/Robert Forberg, Leipzig)

II. Polkas
- La cantinera (1888, A. Wagner y Levien, Mexiko-Stadt/Friedrich Hofmeister, Leipzig)
- Carmela (1890, A. Wagner y Levien, Mexiko-Stadt/Friedrich Hofmeister, Leipzig)
- Ojos negros (1891, A. Wagner y Levien, Mexiko-Stadt/Friedrich Hofmeister, Leipzig)
- Flores de México (1893, Eduardo Gariel, Saltillo/Robert Forberg, Leipzig)

III. Mazurkas
- Acuérdate (vor 1888, A. Wagner y Levien, Mexiko-Stadt)
- Lejos de ti (vor 1888, H. Nagl. Sucs.)
- Juanita (1890, A. Wagner y Levien Sucs., Mexiko-Stadt/Friedrich Hofmeister, Leipzig)
- Último adiós (1899, A. Wagner y Levien Sucs., Mexiko-Stadt/Friedrich Hofmeister, Leipzig)

IV. Schottische
- El sueño de las flores (vor 1888, A. Wagner y Levien, Mexiko-Stadt/Friedrich Hofmeister, Leipzig)
- Floricultura-Schottisch (vor 1888, A. Wagner y Levien, Mexiko-Stadt/Friedrich Hofmeister, Leipzig)
- Lazos de amor (1888, A. Wagner y Levien Sucs., Mexiko-Stadt/Friedrich Hofmeister, Leipzig)
- Julia (1890, A. Wagner y Levien Sucs., Mexiko-Stadt/Friedrich Hofmeister, Leipzig)
- Salud y pesetas (1890, A. Wagner y Levien Sucs., Mexiko-Stadt/Friedrich Hofmeister, Leipzig)
- Juventa (1892, A. Wagner y Levien Sucs., Mexiko-Stadt/Friedrich Hofmeister, Leipzig)
- El espirituano (1894, Handschrift Archivo Provincial de Sancti Spíritus, Kuba)

V. Danzas
- A Lupe (1888, A. Wagner y Levien, Mexiko-Stadt/Friedrich Hofmeister, Leipzig)
- En el casino (1888, A. Wagner y Levien, Mexiko-Stadt/Friedrich Hofmeister, Leipzig)
- Juanita (1888, A. Wagner y Levien, Mexiko-Stadt/Friedrich Hofmeister, Leipzig)
- No me acuerdo (1888, A. Wagner und Levien, Mexiko-Stadt/Friedrich Hofmeister, Leipzig)
- ¡Qué bueno! (1888, A. Wagner y Levien, Mexiko-Stadt/Friedrich Hofmeister, Leipzig)
- ¿Y para qué? (1888, A. Wagner y Levien, Mexiko-Stadt/Friedrich Hofmeister, Leipzig)
- Flores de Romana (1893, Eduardo Gariel, Saltillo)